# 嫁にしろと迫る幼馴染みのために××してみた
『嫁にしろと迫る幼馴染みのために××してみた』（よめにしろとせまるおさななじみのために××してみた）は著者・風見周、イラスト・konomiのライトノベル。電撃文庫（アスキー・メディアワークス）より2011年8月から2013年4月まで刊行された。

## あらすじ
フードファイターとなって劇太りした秋馬の姿に、来海がダイエットさせようとする。

## 登場人物
大村 秋馬（おおむら しゅうま）
主人公。高校生のフードファイター。太っている。
朝凪 来海（あさなぎ くるみ）
秋馬の幼馴染。帰国子女。幼い頃に秋馬と結婚の約束をしていて、そのために帰国。
聖護院 琴音（しょうごいん ことね）
秋馬の同級生で学園のアイドル。才色兼備のお嬢様。ぽっちゃりタイプが好き。
神林 憐（かんばやし れん）
秋馬のクラスの学級委員長。ダイエットの知識に詳しい。
二戸 雪乃（にのへ ゆきの）
秋馬のクラスメイト。動画サイト「ヌコヌコ動画」依存者。

## 既刊一覧
- 風見周（著）・konomi（イラスト）、アスキー・メディアワークス〈電撃文庫〉、全3巻
  1. 2011年8月10日発売[1]、ISBN 978-4-04-870734-3
  2. 2012年1月10日発売[2]、ISBN 978-4-04-886256-1
  3. 2013年4月10日発売[3]、ISBN 978-4-04-891554-0